# Liste der Naturdenkmale in Rennerod
Die Liste der Naturdenkmale in Rennerod nennt die im Gemeindegebiet von Rennerod ausgewiesenen Naturdenkmale (Stand 13. Juni 2024).

## Naturdenkmale
| Nr.         | Bezeichnung                                | Lage                                                                       | Beschreibung                                                                     | Bild                                    |
| ----------- | ------------------------------------------ | -------------------------------------------------------------------------- | -------------------------------------------------------------------------------- | --------------------------------------- |
| ND-7143-462 | Elf alte Bäume um die evangelische Kirche  | Emmerichenhain, Kirchstraße/Siegener Straße Lage                           | Tilia sp., acht Bäume, Fraxinus excelsior, zwei Bäume, und Quercus sp., ein Baum | Fotos hochladen                         |
| ND-7143-465 | Alte Eiche                                 | Emmerichenhain, Mengelshainer Straße, hinter Nr. 21 Lage                   | Quercus robur                                                                    | Direkt Bild zu diesem Denkmal hochladen |
| ND-7143-467 | Lindenallee am Friedhofsweg                | Rennerod, Friedhofsweg Lage                                                | Tilia cordata, 36 Bäume; zwischen Gartenstraße und Waldrand                      | mehr Fotos \| Fotos hochladen           |
| ND-7143-471 | Drei-Kaiser-Eichen in der Koblenzer Straße | Rennerod, westlich des Ortes an der L 298; Abteilung Hinter den Aspen Lage | Quercus sp., drei Bäume, 1888 gepflanzt                                          | Direkt Bild zu diesem Denkmal hochladen |

## Ehemalige Naturdenkmale
| Nr. | Bezeichnung                      | Lage                                 | Beschreibung                                             | Bild                                    |
| --- | -------------------------------- | ------------------------------------ | -------------------------------------------------------- | --------------------------------------- |
|     | Linde an der katholischen Kirche | Rennerod, Kirchgasse, bei Nr. 5 Lage | Tilia platyphyllos; Rechtsverordnung vor 2009 aufgehoben | Direkt Bild zu diesem Denkmal hochladen |